# Xcalumkín
Xcalumkín (kiejtése körülbelül: skalumkin, az utolsó szótagon levő hangsúllyal) egy maja régészeti lelőhely délkelet-Mexikóban, Campeche államban. Eredeti neve nem ismert, a 19. század végén adott mai név a maja nyelvből származik, jelentése valószínűleg „Napnak kitett termékeny/kiváló talaj”, de létezik olyan vélemény is, amely szerint „ablak, ahol besüt a Nap”.

## Leírás
Xcalumkín Campeche állam északkeleti részén, Calkiní község területén, közel a yucatáni határhoz található, őserdővel körülvéve egy körülbelül 10 km²-es területen.
A preklasszikus korban létrejött település néhány évszázaddal később a Puuc régió jelentős városává vált, virágkorát 600 és 1000 között élte. Az itt talált hieroglifikus feliratok 731 és 771 közötti évszámokat tartalmaznak. Építményei között, amelyek a Puuc stílus három korszakának jegyeit is magukon viselik, kevés a templom, nincsenek magas piramisos alapzatok sem, és eddig nem tártak fel labdajátékpályákat sem.
A terület legnagyobb épülete az egykor tíz szobával rendelkező úgynevezett Hengerek Palotája, amelynek főhomlokzata a déli oldalon található. Alsó részében néhány hengeres dísz látható, lépcsőzetes meanderekkel váltakozva. Itt helyeztek el egy emberformájú ülőszobrot, az úgynevezett „Öregasszonyt”, amelynek arca egy hüllő tátott száját formázó sisakból néz ki. A Kezdeti Sorozat Csoportja két építményből áll: az északi három lakást tartalmaz, amelyek közül a keleti a legnagyobb, a déli pedig eredetileg szintén háromlakásos volt, de mára csak egy maradt meg belőlük. Ennek különlegessége három monolitikus oszlop. A Nagy Szemöldökgerenda Háza, amiben szintén három lakás van, onnan kapta a nevét, hogy itt található egy érdekes faragott monolitikus szemöldökgerenda. Ennek elején egy harcos látható tollas fejdísszel, lándzsával és kerek pajzzsal, a másik oldalon pedig nyolc írásjeles dísz található, mellettük pedig tollas fejdíszű, kerek fülbevalós, oldalnézetben ábrázolt arcok helyezkednek el. Az északnyugati dombon felépült házban három szoba került kialakításra, mindegyiknek külön bejárata van a déli oldalon.

## Képek

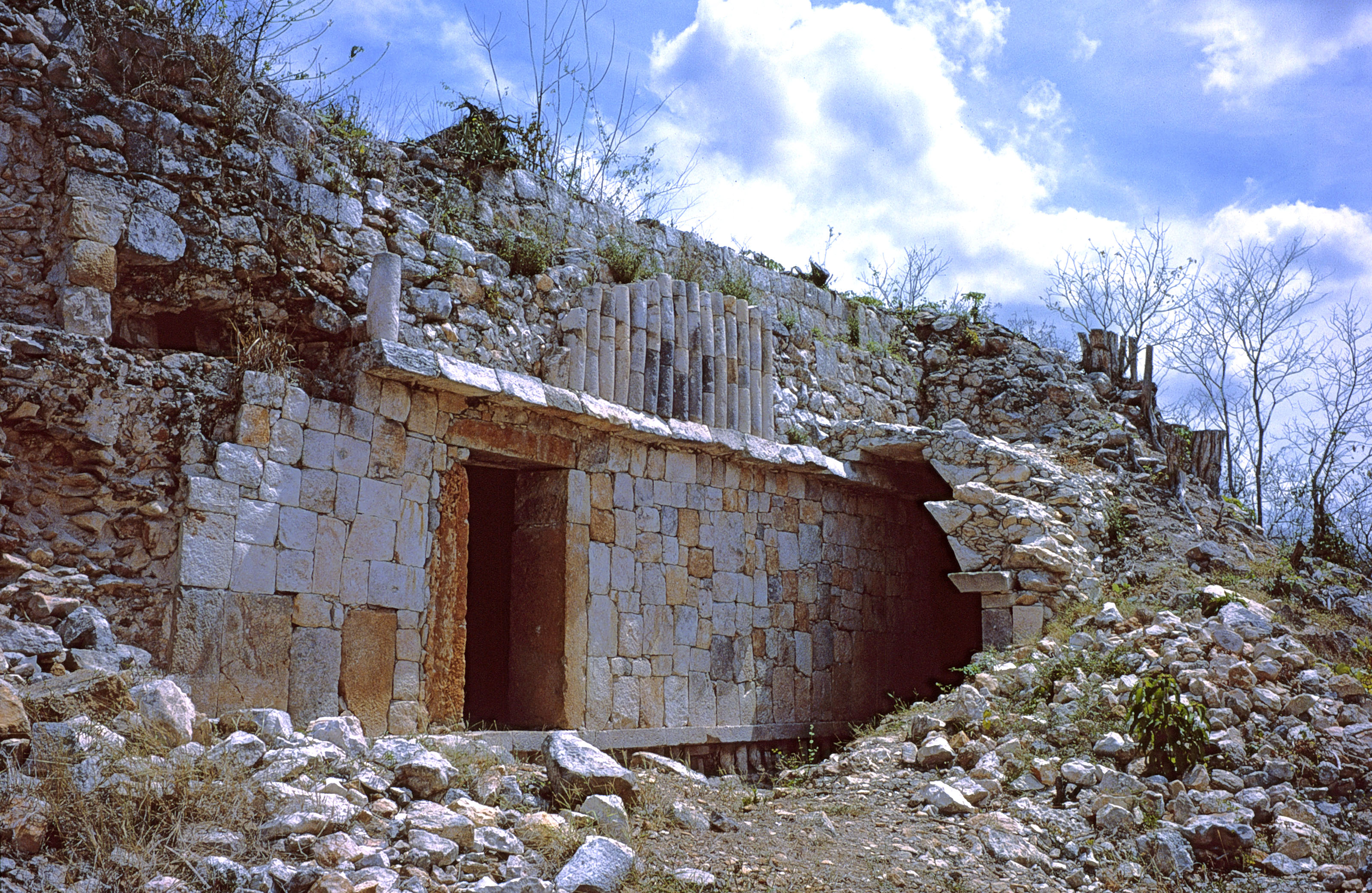
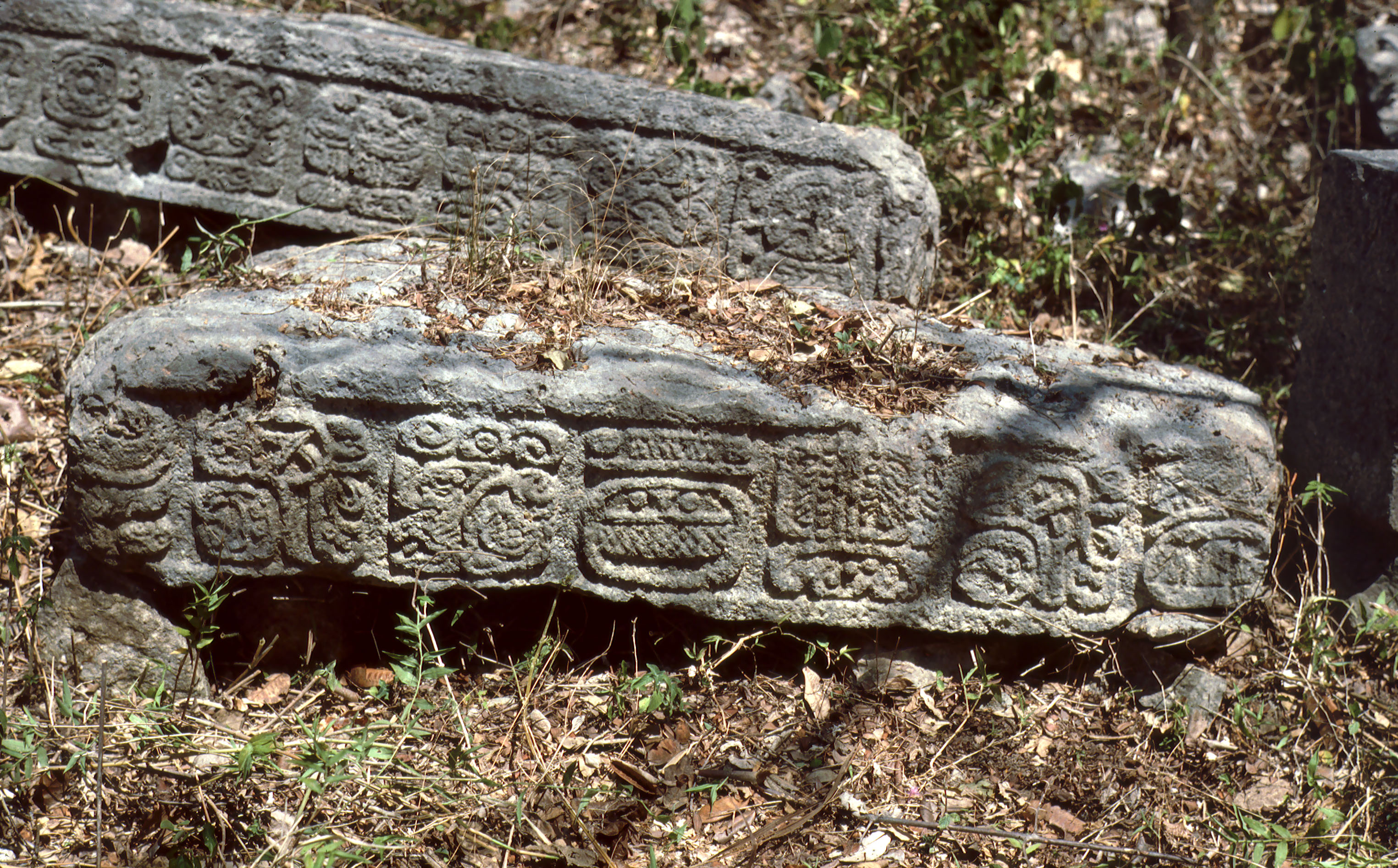
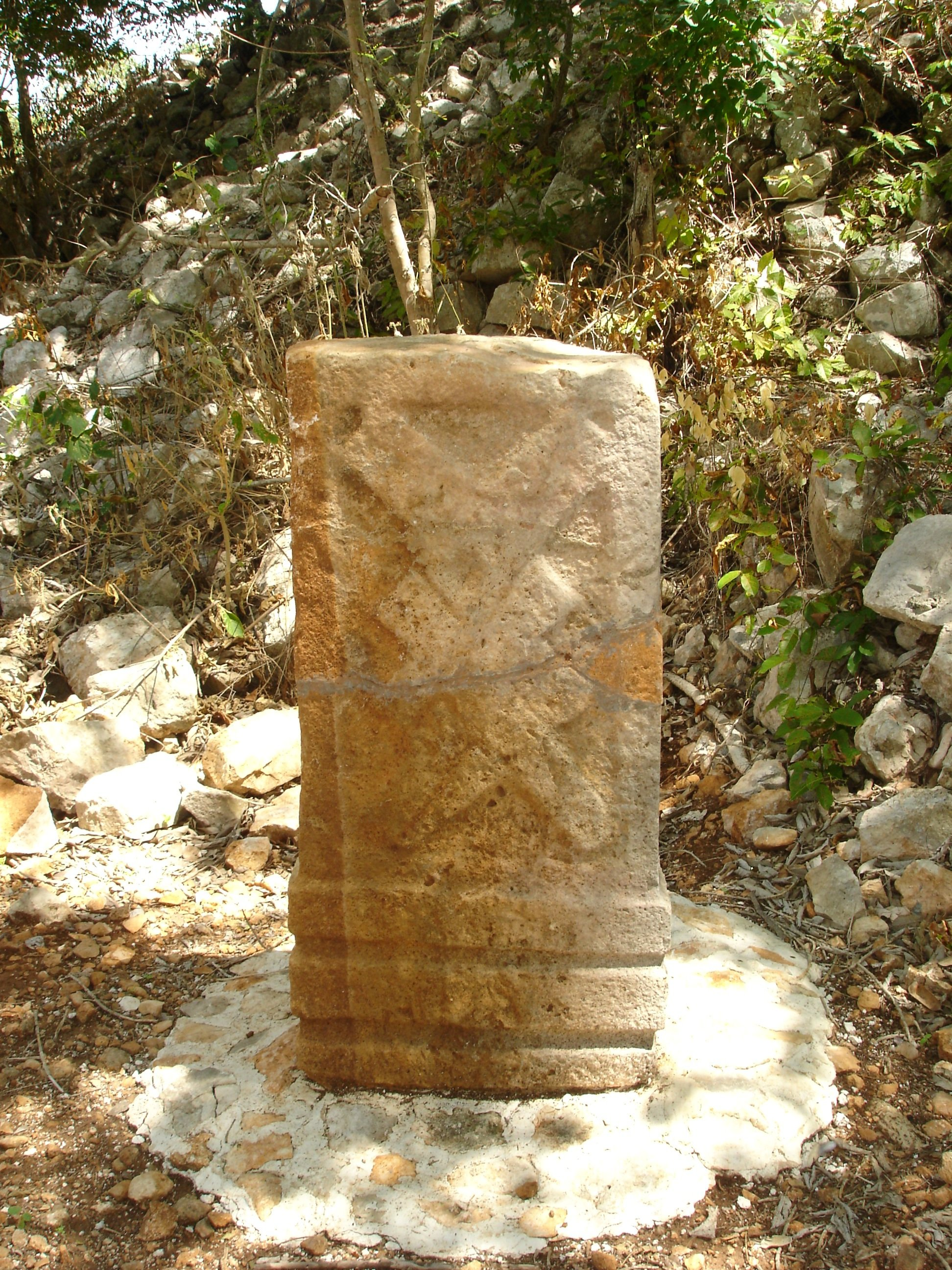
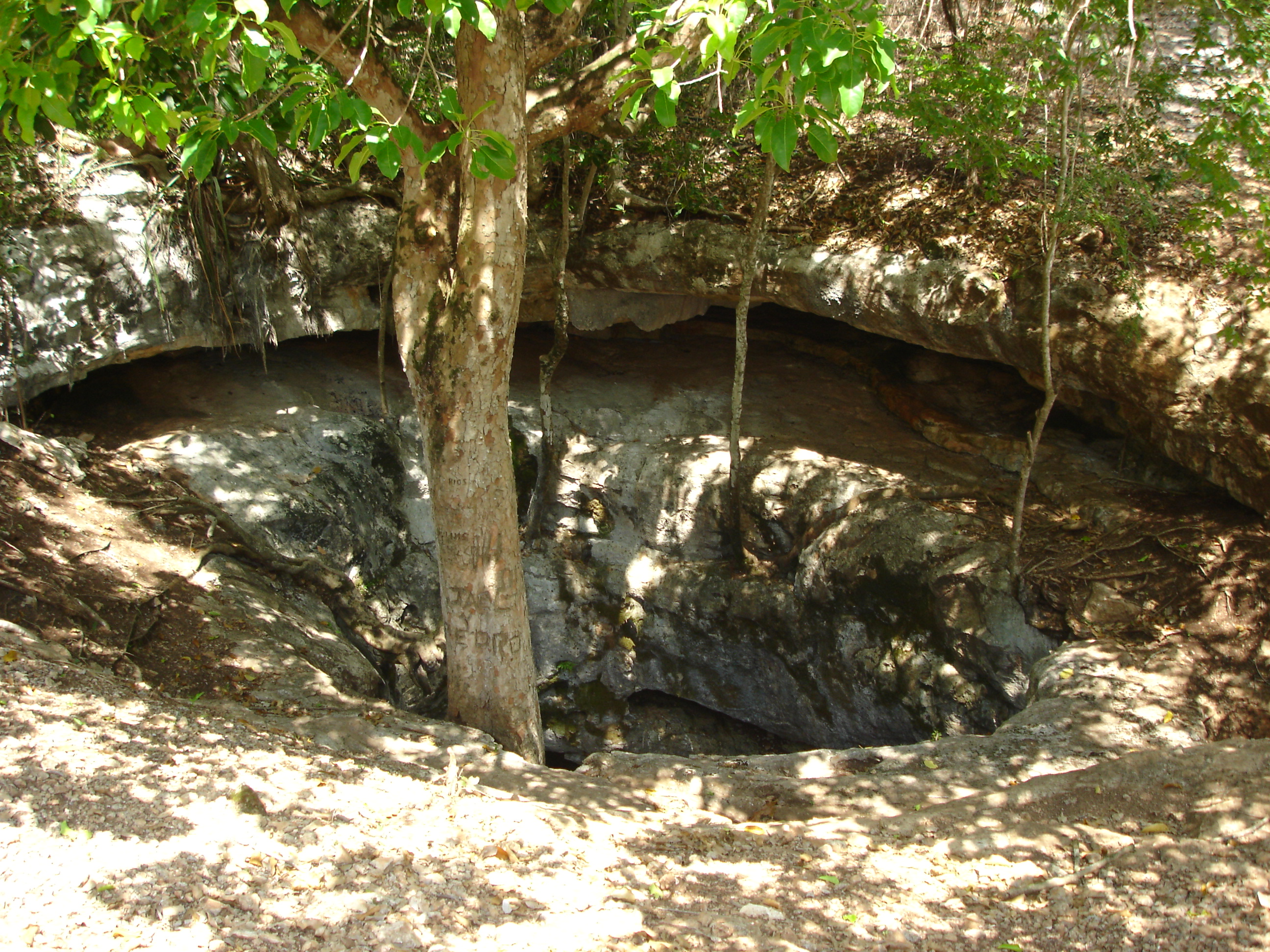